# 胃拡張捻転症候群
胃拡張捻転症候群(いかくちょうねんてんしょうこうぐん、英: gastric dilation-volvulus syndrome:GDV)とは胃の容積が何らかの原因で拡張する胃拡張に捻転が加わった状態。同義語として胃拡張捻転。大型犬、胸の深い犬種での発生が多く、小型犬や猫での発生は少ない。胃の幽門および十二指腸の一部が体側の右側から左側あるいは背側に位置するようになる。腹痛、悪心、流涎、嘔吐などを示す。胃破裂へ至ることがある。X線写真における胃幽門および十二指腸のガスの貯留と変位の所見より診断される。ショック状態となっている場合は、輸液や輸血を行い、胃内のガスは胃カテーテルを用いて取り除く。外科的処置として胃幽門固定術、胃腹壁固定術が行われる。手術前後で播種性血管内凝固(DIC)を併発することがあるので、術前からの凝固線溶系のスクリーニングが必要である。外科的処置を行わない場合の再発率は高い。